# Cales Coves
Calascoves o Calescoves, sovint grafiat com a Cales Coves que és la forma predominant en castellà, són dues cales de Menorca de sorra gruixada i que està a nou quilòmetres d'Alaior. És propera al poble de Sant Climent (terme municipal de Maó) i a les urbanitzacions Cala en Porter i Son Vitamina (terme municipal d'Alaior).
Aquesta cala es caracteritza per estar situada entre vuitanta penya-segats verticals en els quals hi ha coves excavades pels primers pobladors de Menorca (segles IX-x aC) i que van servir de tombes fins poc abans de la conquesta romana. Actualment no es pot entrar a aquestes coves, ja que les entrades a les coves estan tapades amb portes de metall.
Aquesta cala es caracteritza també perquè disposa d'una font natural. La font està situada a l'esquerra de la platja entre les roques (l'aigua de la font és potable).

## Coves prehistòriques
A més del paisatge natural, l'interès de Calascoves és el fet que estan envoltades per gairebé un centenar de coves excavades pels homes durant l'edat de bronze. Constitueix la necròpolis més important de l'illa, i com a tal va ser utilitzada fins a l'ocupació romana. En una de les coves es poden veure foses funeràries amb inscripcions que mostren que era un destí de pelegrinatge religiós al mes de maig. Només unes poques coves han estat excavades per arqueòlegs. Malhauradament, els nivells arqueològics de la majoria de les coves van ser destruïts durant les successives reutilitzacions que aquestes van patir fins al segle xx.
També se sap que, com a mínim des de l'edat mitjana, les coves eren refugi i amagatall de nombrosos pirates que actuaven a la mediterrània occidental. A la segona meitat del segle xx eren habitades per grups de hippies, alguns d'ells nudistes, fins que l'any 2001 es van tancar les coves per considerar-les perilloses. L'any 2010 romanen tancades i l'accés al seu interior està prohibit, en espera de recursos econòmics per a poder fer-les accessibles sense perill.

## Flora i fauna
L'aigua d'aquestes cales és molt pura, és molt fàcil veure-hi peixos multicolors, crancs i fins i tot pops. En algunes èpoques de l'any, la sorra està coberta d'algues mortes dipositades per la mar, això no és sinó un indicador de la salut del fons marí.

## Accés
Si des de Cala en Porter hom va per la carretera durant un quilòmetre en direcció a Maó, s'arriba a la vil·la de Cales Coves. Allà hi ha un sender de terra que indica com arribar a les cales a peu. El trajecte és de tres quilòmetres i passa per les goles de Santo Domingo i de Biniadris.
L'accés per carretera és senzill seguint la indicació viària i els desviaments. El darrer tram es realitzarà per un camí de terra en mal estat. En aquest últim tram no està permès estacionar el cotxe, però si es podrà estacionar pels voltants de la urbanització de Son Vitamina.
En aquesta cala no està permès l'accés a animals de companyia per raons d'higiene i seguretat.